# Památník zapadlých vlastenců
Památník zapadlých vlastenců je jedna z expozic Krkonošských muzeí Správy Krkonošského národního parku, zaměřená na písmáctví, krkonošskou houslařskou školu, ochotnické divadlo a život v západních Krkonoších v 19. a první polovině 20. století. Nachází se v západních Krkonoších v obci Paseky nad Jizerou v okrese Semily v Libereckém kraji, v bývalé faře v sousedství kostela sv. Václava z konce 18. století.

## Historie
Památník zapadlých vlastenců vznikl v roce 1958 v prostorách bývalé farní budovy zásluhou několika lidí v čele se sbormistrem a místním horákem Josefem Waldmannem a díky dárcům rodinných památek původně jako literární památník věnovaný památce písmáka, houslaře a učitelského pomocníka Věnceslava Metelky.
V roce 1975 byla otevřena nová expozice, seznamující návštěvníky s kulturními tradicemi obce. V roce 1979 se stala součástí Krkonošských muzeí Správy KRNAP a byla doplněna stálou výstavou krkonošské houslařské školy. Sbírka hudebních nástrojů zahrnuje práce prvních paseckých houslařů a jejich žáků až po současné houslaře z rodů Pilařů a Špidlenů.
V letech 2017 a 2018 proběhla rozsáhlá rekonstrukce objektu a celá výstavní expozice byla modernizována. Projekt byl oceněn 3. místem v soutěži Gloria musaealis v kategorii Muzejní počin roku 2018.

## Galerie

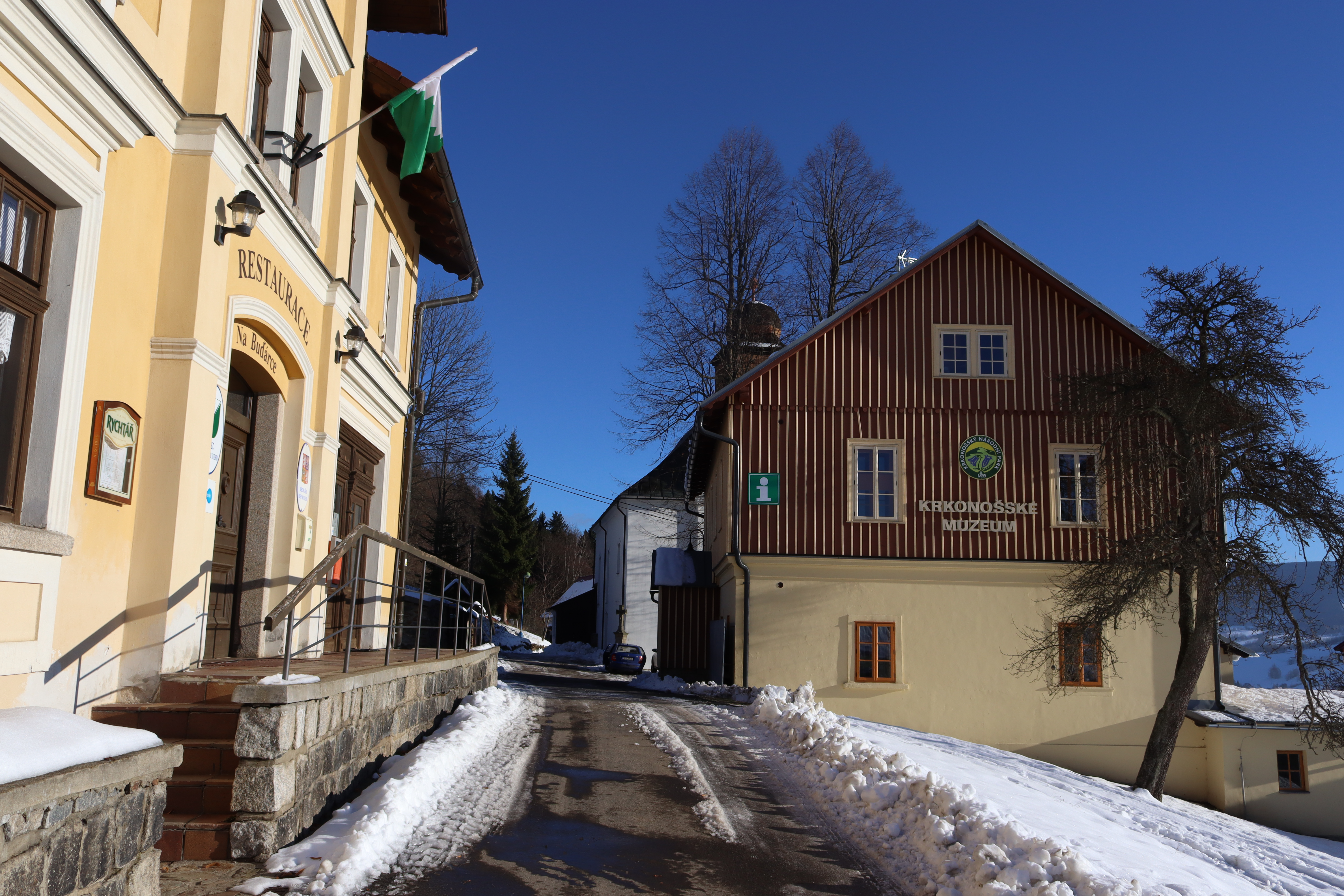
Památník zapadlých vlastenců v zimě 2021
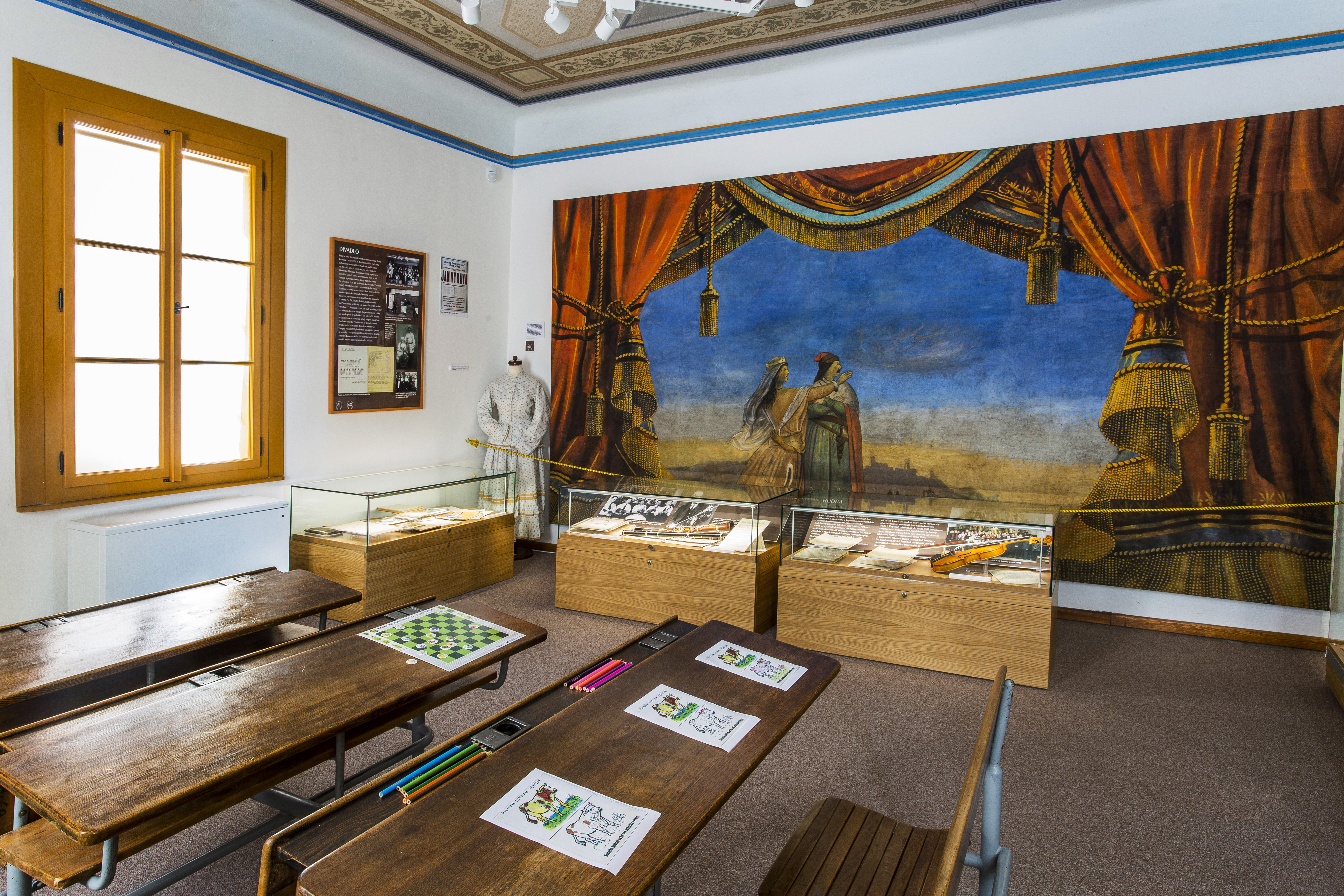
Z expozice Památníku zapadlých vlastenců - stará škola a ochotnické divadlo
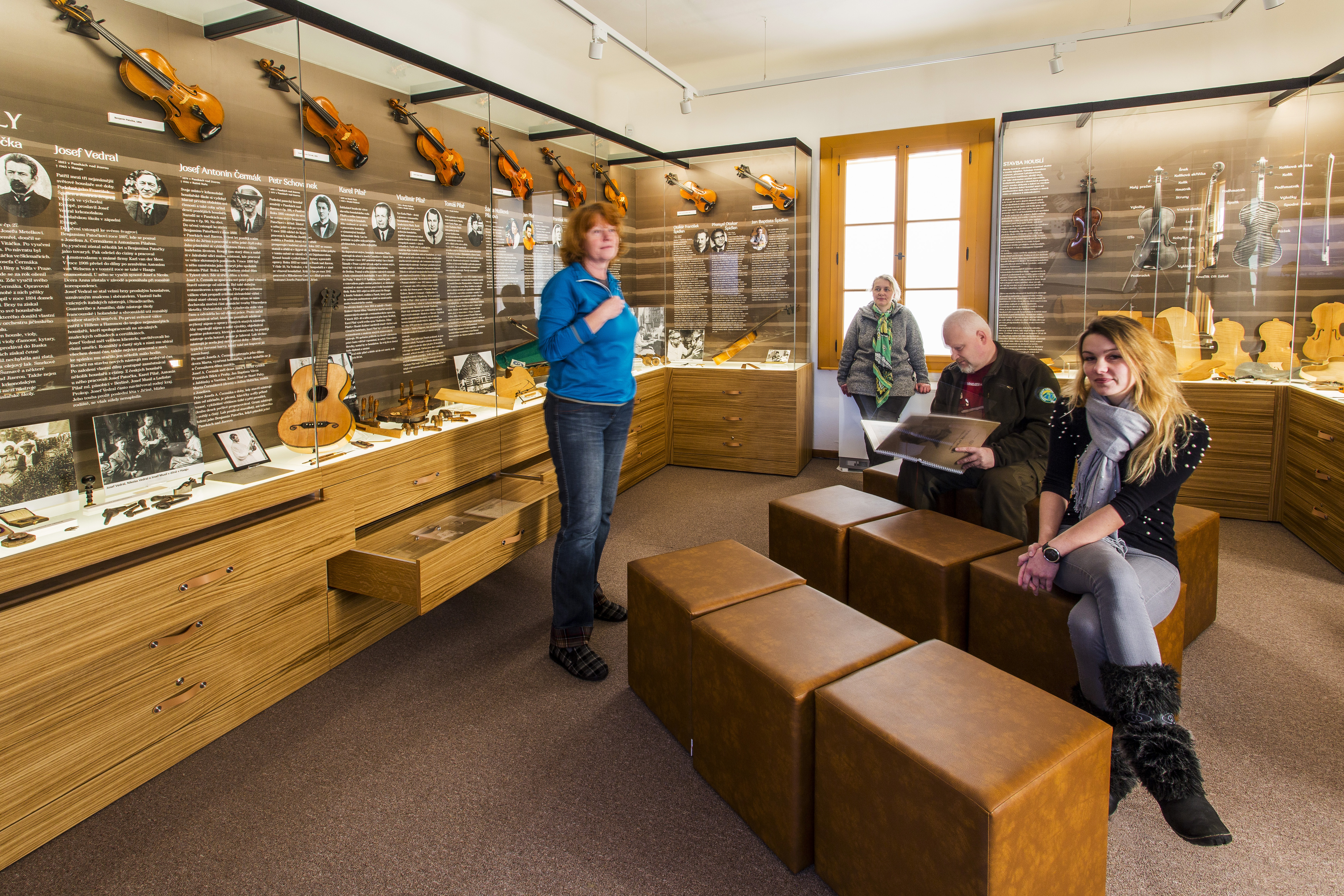
Památník zapadlých vlastenců - expozice Krkonošské houslařské školy

### Související stránky
- Správa KRNAP
- Obec Paseky nad Jizerou
- Muzeum Krkonoš